# Ta Phraya (huyện)
Ta Phraya (tiếng Thái: ตาพระยา) is là huyện (amphoe) cực đông bắc của tỉnh Sakaeo, phía đông Thái Lan.

## Lịch sử
Khu vực này ban đầu là rừng rậm thuộc Aranyaprathet. Sau nay cư dân đến canh tác. Khi cộng đồng đông đúc hơn, chính quyền đã lập tiểu huyện Ta Phray năm 1959. Đơn vị này đã được nâng cấp thành huyện vào năm 1963.

## Địa lý
Các huyện giáp ranh (từ phía nam theo chiều kim đồng hồ) là: Khok Sung, Watthana Nakhon thuộc tỉnh Sakaeo, Non Din Daeng và Lahan Sai của tỉnh Buriram. Về phía đông là tỉnh Banteay Meanchey của Campuchia.

## Hành chính
Huyện này được chia thành 5 phó huyện (tambon), các đơn vị này lại được chia ra thành 61 làng (muban). Ta Phraya là một thị trấn (thesaban tambon) nằm trên một phần của tambon Ta Phraya. Có 5 Tổ chức hành chính tambon.
| STT. | Tên        | Tên Thái | Số làng | Dân số |  |
| ---- | ---------- | -------- | ------- | ------ |  |
| 1.   | Ta Phraya  | ตาพระยา  | 17      | 15.132 |  |
| 2.   | Thap Sadet | ทัพเสด็จ   | 13      | 7.929  |  |
| 6.   | Thap Rat   | ทัพราช    | 15      | 14.281 |  |
| 7.   | Thap Thai  | ทัพไทย    | 10      | 7.949  |  |
| 9.   | Kho Khlan  | โคคลาน   | 6       | 6.993  |  |

Các con số không có trong bảng này là tambon nay tạo thành huyện Khok Sung.